# Stadio Paolo Mazza
Lo stadio Paolo Mazza (inizialmente noto come stadio Littorio poi come stadio Comunale) è il principale impianto sportivo calcistico di Ferrara e della sua provincia.
Situato nel Rione Giardino, zona ovest di Ferrara all'interno della cinta muraria cittadina, fu costruito nelle immediate vicinanze del luogo dove sorgeva il campo di Piazza d'Armi, vecchio terreno di gioco risalente al 1919.
Progettato dall'ingegner Carlo Savonuzzi nell'ambito della ricostruzione cittadina conosciuta come Addizione Novecentista, venne inaugurato il 20 settembre 1928 e da tale data ospita regolarmente gli incontri casalinghi della SPAL, massimo club calcistico cittadino. Tra il 2008 e il 2009 ha inoltre ospitato alcune gare interne dell'Associazione Calcio Giacomense.
Storicamente è il quinto stadio italiano per anzianità tra quelli in esercizio. È stato incluso tra i candidati al premio Stadium of the Year 2018.

## Storia

### Dalla costruzione all'inizio del XXI secolo

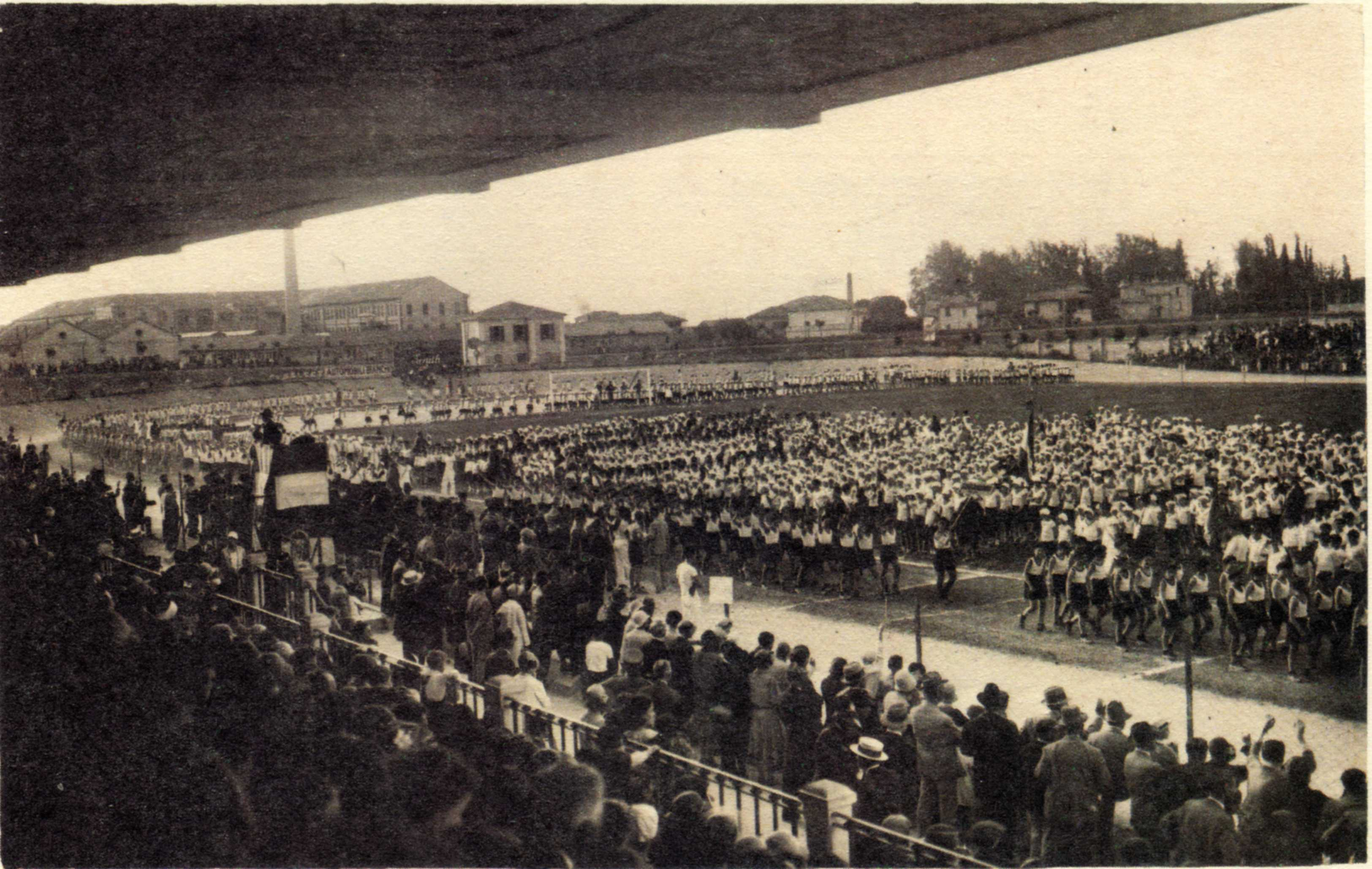
Lo Stadio Littorio nel giorno della sua inaugurazione.

La capienza iniziale si aggirava attorno ai 4 000 posti ed il pubblico era ospitato in posti parterre e su una singola tribuna coperta in cemento. La struttura era inoltre a carattere polisportivo: attorno al terreno erboso si sviluppavano una pista d'atletica leggera e un velodromo. La prima partita di calcio giocata su questo terreno fu una amichevole tra la SPAL ed il Modena.
Superato il secondo conflitto mondiale, a seguito della promozione in Serie A della SPAL, lo stadio venne drasticamente ristrutturato: furono smantellati pista e velodromo e gli spalti vennero ricostruiti a ridosso del perimetro di gioco, onde portare la capienza a circa 25 000 posti. L'impianto rinnovato venne inaugurato il 23 settembre 1951, con la disputa della partita di campionato SPAL-Torino.
Nei decenni successivi tutti i settori vennero ristrutturati: negli anni sessanta fu riqualificata la tribuna coperta ed ampliata la curva ovest (poi ristrutturata nuovamente e dotata di copertura nel 1988); nel 1979 fu ampliata e ristrutturata la gradinata scoperta e infine venne modificata a più riprese la curva est destinata agli ospiti. La capienza dello stadio venne stabilizzata a circa  22 000 posti.

Lo Stadio Comunale tra gli anni cinquanta e gli anni sessanta.

Il 14 febbraio 1982, a distanza di un mese e mezzo dalla morte dell'ex presidente della SPAL Paolo Mazza, l'amministrazione comunale di Ferrara deliberò di intitolare lo stadio (fino ad allora noto solo come Comunale) in suo onore; la ridenominazione fu resa ufficiale nel giorno della partita SPAL-Lazio.

Il Paolo Mazza negli anni novanta.

Nel 2005 venne smantellata la curva est, settore tradizionalmente riservato ai tifosi ospiti. In sua sostituzione si provvide a riallestire e recintare una porzione della gradinata. Inoltre, per sottostare alle moderne normative di sicurezza e contenere i costi di gestione, si provvide a limitare ulteriormente la capacità complessiva di pubblico dell'impianto, che venne decurtata a 7 499 posti.

### Ampliamento del 2016-2018

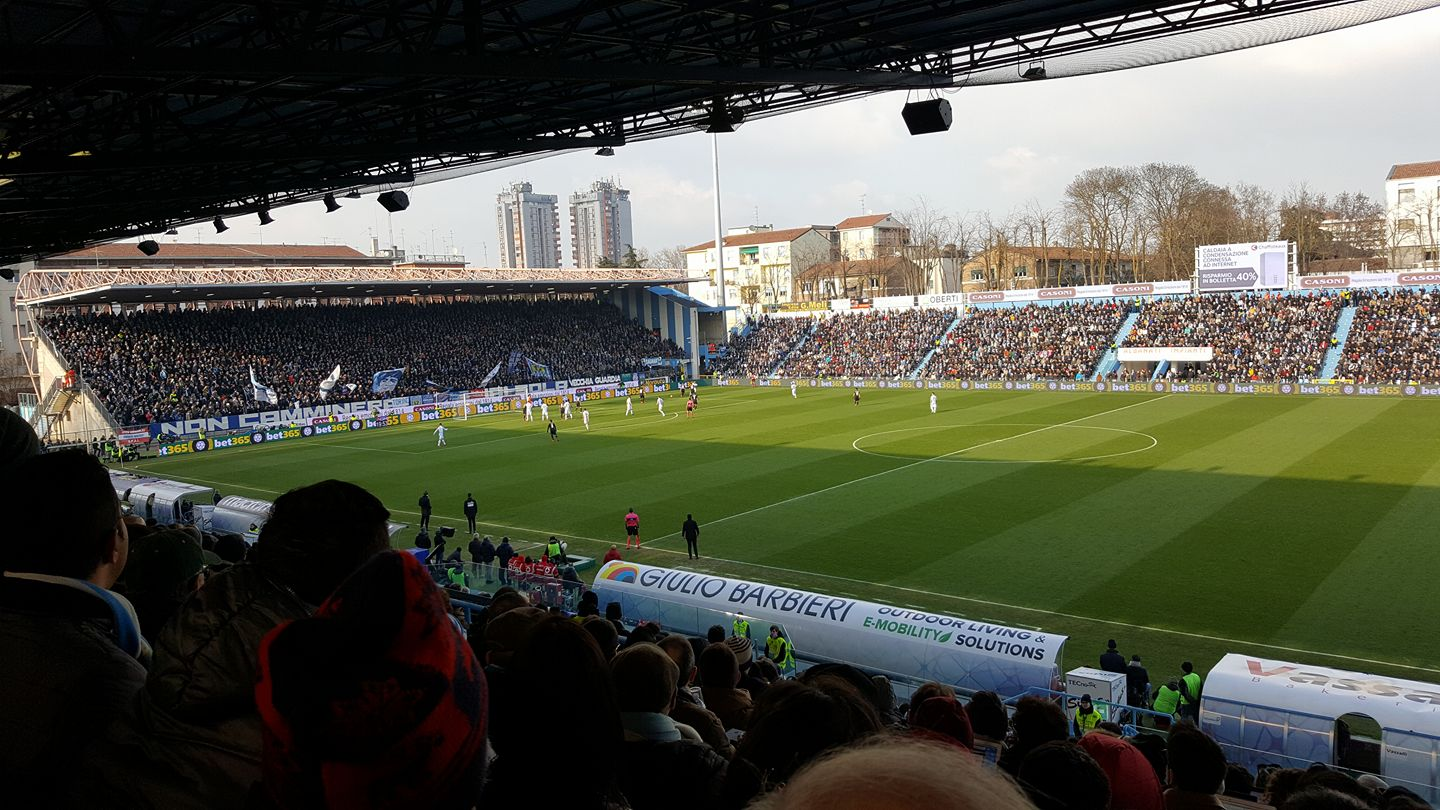
Interno dello stadio durante una partita nel febbraio 2018.

Nell'estate del 2016, a seguito della promozione in Serie B della SPAL, lo stadio fu oggetto di una parziale ristrutturazione: l'intervento comprese l'installazione dei tornelli agli ingressi, l'abbattimento dell'area parterre nella tribuna, l'allargamento del campo, la costruzione di nuove panchine e l'apertura di un nuovo corridoio di collegamento tra spogliatoi e campo. La capienza degli spalti venne portata da 7 499 a 8 500 unità, conformemente alle direttive strutturali della lega cadetta.

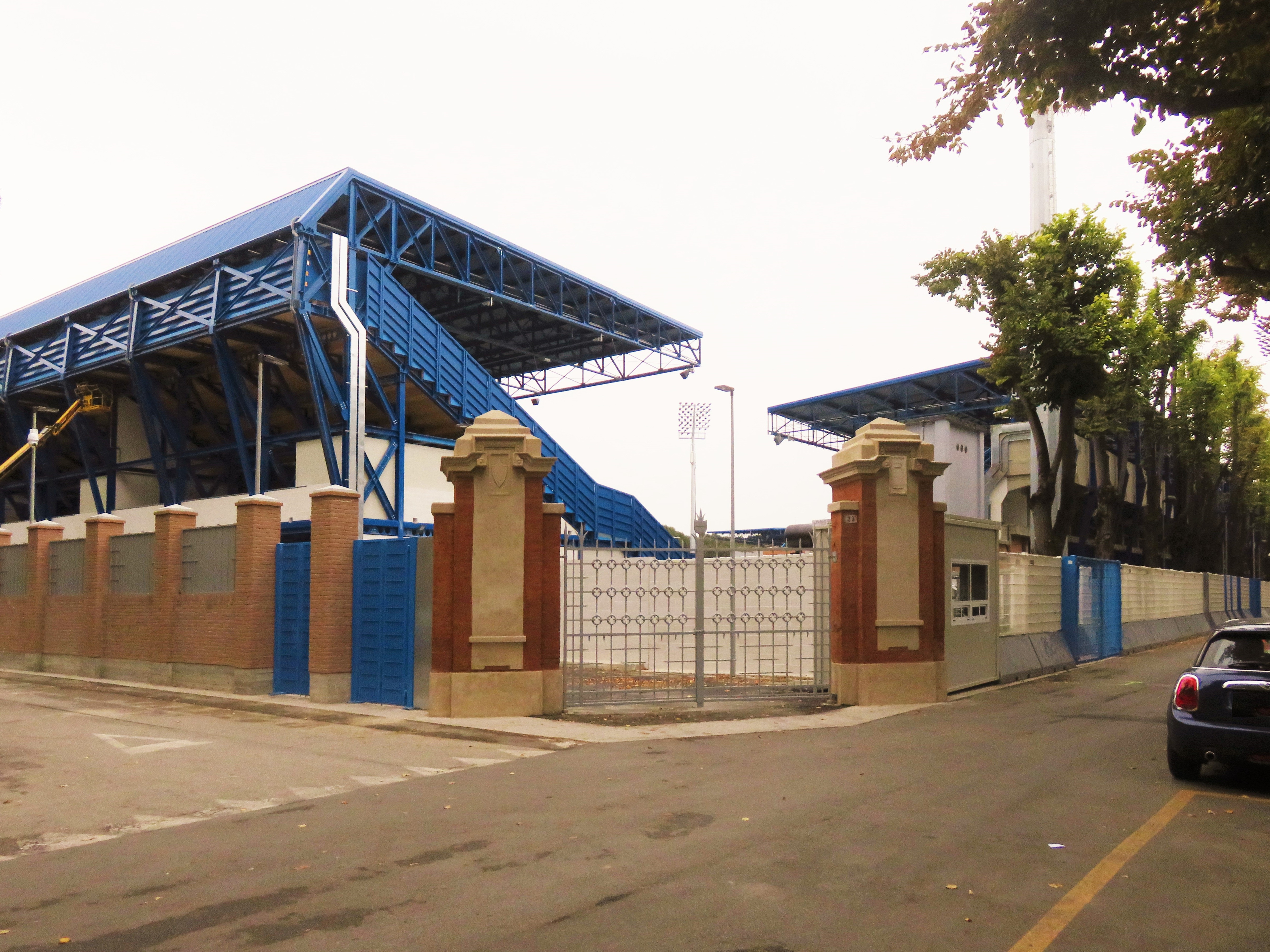
Ingresso nord-est su via Cassoli nell'ottobre 2018, con la facciata esterna della curva est in costruzione.

La susseguente promozione in Serie A del club ferrarese (la prima dopo 49 anni d'assenza) rese necessario un più incisivo riallestimento dello stadio: ai sensi del progetto presentato il 3 aprile 2017 gli spalti del Paolo Mazza sono stati portati a 13 135 posti a sedere (cifra inferiore agli standard del massimo campionato italiano, ma sufficiente in base alle disposizioni che prevedono deroghe transitorie a beneficio delle squadre neofite in Serie A oppure da essa assenti da oltre vent'anni), tutti numerati e in larga parte dotati di seduta. L'intervento ha incluso la ricostruzione in materiale metallico non permanente della curva est (con capienza fissata a 1 608 unità) onde adibirla a settore ospiti, la ristrutturazione della gradinata nord (portata a 3 740 posti) e la sua ridestinazione ai soli tifosi interni, il potenziamento dell'impianto di videosorveglianza, l'apertura di nuovi varchi d'ingresso (con incluso potenziamento dei tornelli), l'abbattimento delle barriere architettoniche e il riallestimento dei servizi igienici e dei punti di ristoro a beneficio del pubblico. Nell'occasione si è provveduto inoltre ad allargare il campo (da 65 a 68 m), a ricostruire le panchine e le recinzioni, a potenziare l'illuminazione e a creare un nuovo parcheggio per gli automezzi di atleti, società ed arbitri riadattando uno spazio compreso tra via Montegrappa e corso Piave. Il summenzionato progetto includeva altresì un'ipotesi di ulteriore sviluppo, da attuarsi qualora la SPAL fosse riuscita mantenere la categoria (perdendo il diritto alla deroga sui posti minimi disponibili): esso prevedeva l'allargamento della curva ovest e la costruzione di un raccordo tra tribuna, curva est e gradinata, onde elevare la capienza complessiva dell'arena a circa 16 000 unità.
Il 27 aprile 2018 è stato tuttavia presentato un progetto radicalmente differente rispetto all'idea di raccordare gli spalti: esso prevedeva l'ampliamento della curva ovest e la sostituzione della copertura e delle sedute (portando la capienza della stessa a 4 250 posti), la costruzione di una nuova curva est coperta in legno e acciaio da 4 216 posti (in luogo della preesistente struttura metallica) e infine a dotare di copertura la gradinata nord. Questa nuova configurazione ha portato la capienza complessiva dello stadio a 16 134 posti interamente coperti a partire dalla stagione 2018-2019. Il costo di tale intervento (che include anche il rifacimento della cinta muraria attorno allo stadio e il restyling di tutte le facciate esterne) è stato di circa 8 milioni di euro, il cui finanziamento venne compartecipato tra la SPAL e il comune di Ferrara. Il rinnovato Paolo Mazza viene inaugurato il 17 settembre 2018, con la vittoria per 2-0 sull'Atalanta.

### Sequestro e dissequestro della struttura
Il 18 agosto 2021, la Guardia di Finanza di Ferrara ha posto i sigilli allo stadio comunale, a seguito di indagini iniziate nel 2019 su alcuni elementi di criticità strutturale e di non conformità normativa emersi durante sopralluoghi eseguiti presso la gradinata nord e la curva est dello stadio.
Il 24 agosto è stato disposto il dissequestro dell'impianto per consentire lo svolgimento delle partite casalinghe della SPAL, subordinando la decisione alla messa in sicurezza delle strutture. Tra il dicembre 2021 e il gennaio 2022, al termine dei lavori commissionati, entrambi i settori in questione sono stati resi nuovamente disponibili al pubblico.

## Dati strutturali

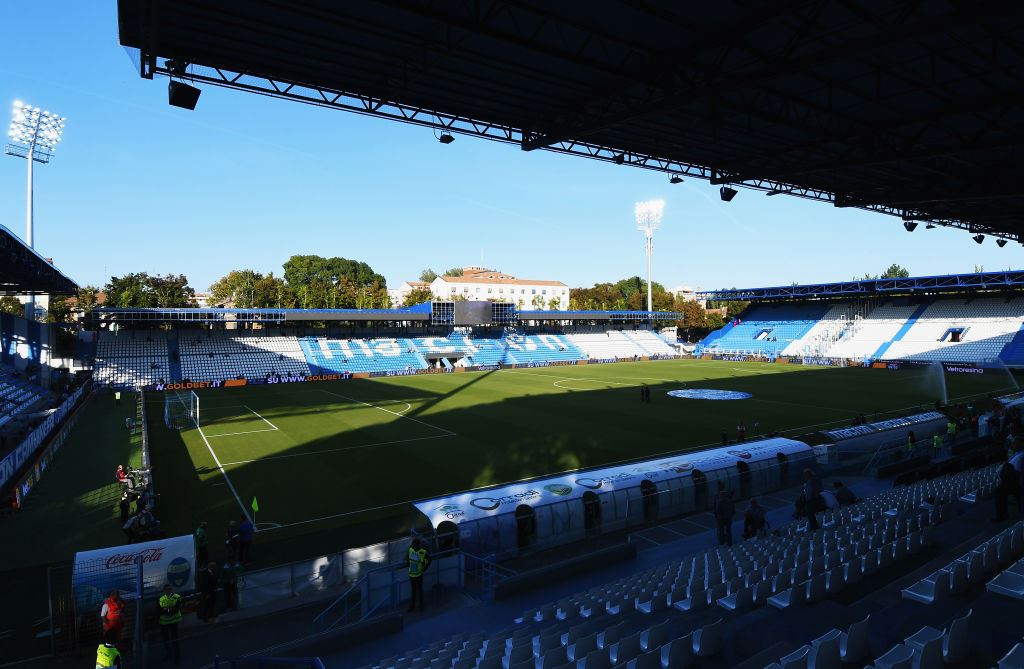
Visuale dalla tribuna sud laterale.

Dal punto di vista strutturale, lo stadio Paolo Mazza si presenta come un impianto all'inglese, vocazionalmente dedicato alla sola pratica calcistica: gli spalti si sviluppano parallelamente ai bordi del terreno di gioco, dai quali distano pochi metri. A seguito della ristrutturazione condotta nell'estate 2018, la capienza si attesta a 16134 posti coperti, numerati e dotati di seduta indipendente (seggiolino o supporto analogo), suddivisi in quattro settori autonomi:
- Tribuna sud: settore principale in termini di servizi, ospita al suo interno i locali tecnici dello stadio. Include 76 postazioni per giornalisti e radiotelecronisti ed un'area hospitality. I suoi 3928 posti sono suddivisi nei 1488 della tribuna pari, nei 2328 della tribuna dispari e nei 112 dei field box (parterre).
- Gradinata nord: capace di 3740 posti, sulla struttura di copertura è alloggiato un maxischermo.
- Curva ovest: vanta una capienza di 4250 posti. Intitolata a Giuseppe Campione, attaccante spallino deceduto nel 1994 a seguito di un incidente stradale, è la sede del tifo organizzato ferrarese.
- Curva est: in grado di contenere 4216 spettatori, è parzialmente riservata ai tifosi ospiti, ai quali offre 1490 posti, mentre i rimanenti 2726 sono dedicati ai sostenitori locali.

L'illuminazione notturna dello stadio è garantita da quattro cluster di riflettori alloggiati su altrettanti piloni impiantati presso gli angoli del perimetro dell'areale.

## Incontri internazionali

### Nazionale italiana
Lo stadio Paolo Mazza ha ospitato per 17 volte incontri ufficiali e amichevoli delle squadre nazionali italiane: nove volte la selezione maschile Under-21, una volta la selezione maschile Sperimentale e sette volte la selezione maggiore femminile.

#### Qualificazioni al campionato europeo di calcio Under-21 1992
| Arbitro: | Antonio Martín Navarrete |

|             |           |  |
| Favalli 54’ | Marcatori |  |

#### Finale di andata del campionato europeo di calcio Under-21 1992
| Arbitro: | Mario van der Ende |

|                    |           |  |
| Buso 72’ Sordo 80’ | Marcatori |  |

#### Qualificazioni al campionato europeo di calcio Under-21 2000
| Arbitro: | Constantin Dan Zotta |

|                                                            |           |                      |
| Ventola 9’, 72’, 90’ Pirlo 62’ Comandini 75’ Vannucchi 78’ | Marcatori | 29’ Jeanne 66’ Jones |

#### Qualificazioni al campionato europeo di calcio Under-21 2021
| Arbitro: | Horatiu Fesnic |

|                             |           |  |
| Sottil 32’ Cutrone 84’, 90’ | Marcatori |  |

#### Qualificazioni al campionato europeo di calcio Under-21 2025
| Arbitro: | César Soto Grado |

|              |           |                |
| Ghilardi 50’ | Marcatori | 90+1’ Kılıçsoy |

#### Amichevoli internazionali Under-21
| Arbitro: | Jiří Ulrich |

|                       |           |  |
| Totti 21’ Baronio 51’ | Marcatori |  |

| Arbitro: | Antonio Rubinos Pérez |

|                         |           |             |
| Osvaldo 27’ G.Rossi 61’ | Marcatori | 72’ Drenthe |

| Arbitro: | Jonathan Lardot |

|                                                   |           |  |
| Parigini 25’ Cutrone 38’ Bonazzoli 65’ Vido 90+4’ | Marcatori |  |

| Arbitro: | Vitalii Romanov |

|          |           |                 |
| Kean 42’ | Marcatori | 8’, 52’ Solanke |

#### Amichevoli internazionali NazionaleSperimentale
| Arbitro: | Kitbadjan |

|               |           |  |
| Novellino 35’ | Marcatori |  |

#### Qualificazioni al campionato europeo di calcio femminile 2013
| Arbitro: | Esther Azzopardi |

|                                         |           |  |
| Panico 14’, 74’ Camporese 40’ Conti 46’ | Marcatori |  |

#### Qualificazioni al campionato mondiale di calcio femminile 2019
| Arbitro: | Katalin Kulcsár |

|                         |           |                   |
| Rosucci 42’ Girelli 80’ | Marcatori | 37’ (rig.) Cayman |

#### Qualificazioni al campionato mondiale di calcio femminile 2023
| Arbitro: | Sandra Bastos |

|                          |           |  |
| Giacinti 29’ Boattin 74’ | Marcatori |  |

#### Qualificazioni al campionato europeo di calcio femminile 2025
| Arbitro: | Rebecca Welch |

|              |           |            |
| Giugliano 6’ | Marcatori | 81’ Maanum |

#### Amichevoli internazionali di calcio femminile
| Arbitro: | Tess Olofsson |

|                                    |           |              |
| Galli 32’ Girelli 61’ Sabatino 89’ | Marcatori | 83’ Reuteler |

| Arbitro: | Monica Mularczyk |

|                    |           |  |
| Girelli 14’ (rig.) | Marcatori |  |

| Ferrara 1º luglio 2023, ore 18:15 | Italia            | 0 – 0 referto | Marocco | Stadio Paolo Mazza\| Arbitro: \| Ioanna Allayiotou \| |
| Arbitro:                          | Ioanna Allayiotou |               |         |                                                       |

## Football americano

### Italian Superbowl
Lo stadio ferrarese ha ospitato per due volte la finale dell'Italian Superbowl, nel 2013 e nel 2014.

#### XXXIII Italian Superbowl
| Ferrara 6 luglio 2013, ore 20:30 CEST | Panthers Parma | 51 – 28 (23-7 14-13 14-0 0-8) referto | Seamen Milano | Stadio Paolo Mazza (5000 spett.)\| Arbitro: \| Liguori \| |
| Arbitro:                              | Liguori        |                                       |               |                                                           |

#### XXXIV Italian Superbowl
| Ferrara 6 luglio 2014, ore 18:30 CEST | Panthers Parma | 3 – 33 (0-14 3-7 0-6 0-6) referto | Seamen Milano | Stadio Paolo Mazza (4200 spett.)\| Arbitro: \| Tansini \| |
| Arbitro:                              | Tansini        |                                   |               |                                                           |